# Way Down

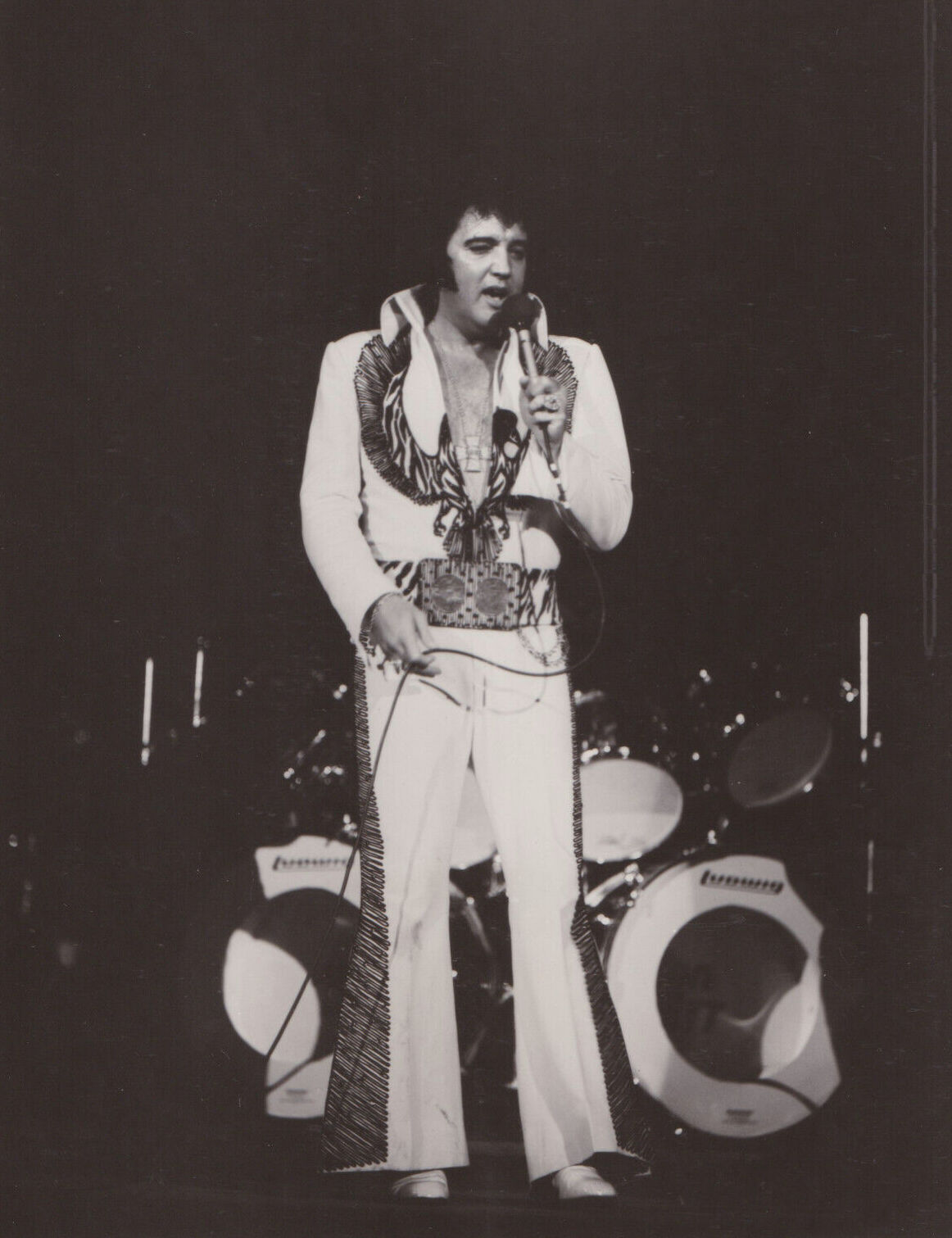
Выступление Элвиса в июне 1977 года для специального телевизионного шоу "Элвис на концерте"

«Way Down» —  песня, которую Элвис Пресли записал в октябре 1976 года. Песня была выпущена как сингл 6 июня 1977 года.
Басовая голосовая партия на этой записи Элвиса Пресли исполняется Джей Ди Самнером.
Этот сингл стал последним, вышедшим при жизни певца. (16 августа 1977 года Элвиса Пресли не стало. Ему было всего 42 года.)
В США в 1977 году в журнале «Билборд» песня «Way Down» в исполнении Элвиса Пресли достигла 18 места в чарте Hot 100 (суммарный чарт синглов в разных жанрах поп-музыки, главный хит-парад этого журнала). А в чарте синглов в жанре кантри (который теперь называется Hot Country Songs) она поднялась на  1 место, став ещё одним хитом номер 1 в карьере певца.
В 2016 году британская газета The Daily Telegraph включила песню «Way Down» в свой список 20-ти основных песен Элвиса Пресли (англ. Elvis Presley: 20 essential songs).

## Чарты
| Чарт (1977)                                   | Наив. поз. |
| --------------------------------------------- | ---------- |
| Канада (RPM Country Tracks)                   | 1          |
| Канада (RPM Top Singles)                      | 15         |
| Канада (RPM Adult Contemporary Tracks)        | 23         |
| Ирландия                                      | 1          |
| Великобритания (UK Singles Chart)             | 1          |
| США (Billboard Hot 100)                       | 18         |
| США (Billboard Hot Country Singles)           | 1          |
| США (Billboard Hot Adult Contemporary Tracks) | 14         |